# Alberts superdagbog
Alberts superdagbog (svensk: Berts första betraktelser) er en ungdomsroman i dagbogsform af de svenske forfattere Anders Jacobsson og Sören Olsson, udgivet i 1990. Den handler om Albert (Bert Ljung) fra 1. januar til 30. april det år han fylder 13 år i forårssemestret i 6. klasse. Den blev udgivet på dansk i 1993.

## Handling
Bert går i 6. klasse (6 A), og er er forelsket i Nadja. De slår  op den 1. marts, og Bert forelsker sig siden i Paulina Hlinka i 6 B.